# Quattro Giorni di Dunkerque 2004
La Quattro Giorni di Dunkerque 2004, cinquantesima edizione della corsa, si svolse in sei tappe dal 5 al 9 maggio 2004, per un percorso totale di 863,5 km. Fu vinta dal francese Sylvain Chavanel che terminò la gara in 21h23'43".

## Tappe
| Tappa  | Data     | Percorso                               | km    | Vincitore di tappa | Leader cl. generale |
| ------ | -------- | -------------------------------------- | ----- | ------------------ | ------------------- |
| 1ª     | 5 maggio | Dunkerque > Steenvoorde                | 181   | Jimmy Casper       | Jimmy Casper        |
| 2ª     | 6 maggio | Hem > Saint-Pol-sur-Mer                | 183,9 | Marc Streel        | Marc Streel         |
| 3ª     | 7 maggio | Hondschoote > Longuenesse              | 203,1 | Didier Rous        | Marc Streel         |
| 4ª     | 8 maggio | Neufchâtel-Hardelot > Boulogne-sur-Mer | 186   | Stijn Devolder     | Sylvain Chavanel    |
| 5ª     | 9 maggio | Dunkerque (Cron. individuale)          | 12    | Danilo Hondo       | Sylvain Chavanel    |
| 6ª     | 9 maggio | Dunkerque > Dunkerque                  | 97,5  | Max Van Heeswijk   | Sylvain Chavanel    |
| Totale | Totale   | Totale                                 | 863,5 |                    |                     |

## Squadre e corridori partecipanti
| N.    | Cod. | Squadra                |
| ----- | ---- | ---------------------- |
| 1-9   | C.A  | Crédit Agricole        |
| 11-19 | BLB  | Brioches La Boulangère |
| 21-29 | A2R  | AG2R Prévoyance        |
| 31-39 | USP  | US Postal Service      |
| 41-49 | FDJ  | fdjeux.com             |
| 51-59 | CSC  | Team CSC               |
| 61-69 | QST  | Quick Step-Davitamon   |
| 71-79 | VLA  | Vlaanderen-T Interim   |
| 81-89 | RAB  | Rabobank               |
| 91-99 | BCT  | Bankgiroloterij        |

| N.      | Cod. | Squadra                     |
| ------- | ---- | --------------------------- |
| 101-109 | COF  | Cofidis                     |
| 111-119 | LAN  | Landbouwkrediet-Colnago     |
| 121-129 | MRB  | Mr Bookmaker.com-Palmans    |
| 131-139 | RAG  | RAGT Semences               |
| 141-149 | GST  | Gerolsteiner                |
| 151-159 | REL  | Relax-Bodysol               |
| 161-169 | CHO  | Chocolade Jacques-Wincor N. |
| 171-179 | NIC  | Navigators Insurance        |
| 181-189 | LOK  | Lokomotiv                   |

## Dettagli delle tappe

### 1ª tappa
- 5 maggio: Dunkerque > Steenvoorde – 181 km

Risultati
| Pos. | Corridore          | Squadra      | Tempo    |
| ---- | ------------------ | ------------ | -------- |
| 1    | Jimmy Casper       | Cofidis      | 4h28'37" |
| 2    | Jean-Patrick Nazon | AG2R Prév.   | s.t.     |
| 3    | Danilo Hondo       | Gerolsteiner | a 13"    |

| Pos. | Corridore          | Squadra      | Tempo    |
| ---- | ------------------ | ------------ | -------- |
| 1    | Jimmy Casper       | Cofidis      | 4h28'24" |
| 2    | Jean-Patrick Nazon | AG2R Prév.   | a 5"     |
| 3    | Danilo Hondo       | Gerolsteiner | a 22"    |

Descrizione e riassunto
La prima tappa si aprì sotto il maltempo. Procedette tra insidie e cadute causate proprio dal maltempo che costrinsero alcuni corridori ad un ritiro anticipato. Quando mancavano 55 chilometri al traguardo, scattarono Nazon e Casper, raggiungendo un vantaggio massimo di 5 minuti. Il gruppo lasciò andare la fuga per un po' e recuperò poi verso gli ultimi chilometri, anche se non in maniera definitiva, in quanto restarono 13" secondi di vantaggio ai due fuggitivi, che così riuscirono ad arrivare al traguardo, dove fu Casper ad imporsi nello sprint a due.

### 2ª tappa
- 6 maggio: Hem > Saint-Pol-sur-Mer – 183,9 km

Risultati
| Pos. | Corridore          | Squadra       | Tempo    |
| ---- | ------------------ | ------------- | -------- |
| 1    | Marc Streel        | Landbouwkred. | 4h24'24" |
| 2    | Jean-Patrick Nazon | AG2R Prév.    | a 1'37"  |
| 3    | Roger Hammond      | Mr Bookmaker  | s.t.     |

| Pos. | Corridore          | Squadra       | Tempo    |
| ---- | ------------------ | ------------- | -------- |
| 1    | Marc Streel        | Landbouwkred. | 8h53'01" |
| 2    | Jimmy Casper       | Cofidis       | a 1'22"  |
| 3    | Jean-Patrick Nazon | AG2R Prév.    | a 1'23"  |

Descrizione e riassunto
Successo in solitaria di Streel che dopo 80 km di fuga raggiunse vittorioso il traguardo di Saint-Paul-sur-Mer e si aggiudicò anche la maglia di leader. Il gruppo, dopo aver lasciato più di dieci minuti di vantaggio, cucì notevolmente lo strappo ma non raggiunse Streel; lo sprint del gruppo andò a Nazon, secondo anche il giorno precedente.

### 3ª tappa
- 7 maggio: Hondschoote > Longuenesse – 203,1 km

Risultati
| Pos. | Corridore        | Squadra    | Tempo    |
| ---- | ---------------- | ---------- | -------- |
| 1    | Didier Rous      | Boulangère | 4h51'37" |
| 2    | Sylvain Chavanel | Boulangère | s.t.     |
| 3    | Max Van Heeswijk | US Postal  | a 49"    |

| Pos. | Corridore        | Squadra       | Tempo     |
| ---- | ---------------- | ------------- | --------- |
| 1    | Marc Streel      | Landbouwkred. | 13h45'27" |
| 2    | Didier Rous      | Boulangère    | a 51"     |
| 3    | Sylvain Chavanel | Boulangère    | a 55"     |

Descrizione e riassunto
La tappa si decise intorno al km 115, quando Rous allungò sul gruppo insieme ad altri cinque, rimanendo poi da solo in avanscoperta con un vantaggio non troppo elevato. Dopo pochi chilometri Chavanel riuscì a raggiungere il compagno di squadra dandogli manforte e, anche se il vantaggio non crebbe mai oltre il minuto, fu sufficiente affinché i due riuscissero ad arrivare al traguardo.

### 4ª tappa
- 8 maggio: Neufchâtel-Hardelot > Boulogne-sur-Mer – 186 km

Risultati
| Pos. | Corridore        | Squadra         | Tempo    |
| ---- | ---------------- | --------------- | -------- |
| 1    | Stijn Devolder   | US Postal       | 5h09'58" |
| 2    | Laurent Brochard | AG2R Prév.      | a 17"    |
| 3    | Pierrick Fédrigo | Crédit Agricole | s.t.     |

| Pos. | Corridore        | Squadra    | Tempo     |
| ---- | ---------------- | ---------- | --------- |
| 1    | Sylvain Chavanel | Boulangère | 18h56'37" |
| 2    | Laurent Brochard | AG2R Prév. | a 49"     |
| 3    | Didier Rous      | Boulangère | a 50"     |

Descrizione e riassunto
La quarta tappa fu la più dura della corsa e la Brioches La Boulangère mise subito un ottimo ritmo per fiaccare la resistenza di Streel e favorire Rous o Chavanel balzati in seconda e terza posizione dopo la tappa del giorno precedente.
Nel circuito finale si staccò Devolder, il gruppo si selezionò ulteriormente ed in tre rimasero all'inseguimento del belga della US Postal: Chavanel, Brochard e Fedrigo.
Streel non resse il passo ed uscì definitivamente dalla classifica, i tre non riuscirono ad agguantare Devolder che vinse. Nella volata a tre Chavanel fu solo quarto ma bastò per passare al comando.

### 5ª tappa
- 9 maggio: Dunkerque – Cronometro individuale – 12 km

Risultati
| Pos. | Corridore          | Squadra      | Tempo  |
| ---- | ------------------ | ------------ | ------ |
| 1    | Danilo Hondo       | Gerolsteiner | 14'53" |
| 2    | Laurent Brochard   | AG2R Prév.   | a 13"  |
| 3    | Sébastien Rosseler | Relax        | a 18"  |

| Pos. | Corridore        | Squadra    | Tempo     |
| ---- | ---------------- | ---------- | --------- |
| 1    | Sylvain Chavanel | Boulangère | 19h12'01" |
| 2    | Laurent Brochard | AG2R Prév. | a 31"     |
| 3    | Didier Rous      | Boulangère | a 37"     |

Descrizione e riassunto
Hondo riuscì ad aggiudicarsi la breve cronometro, che non cambiò la situazione in classifica. Chavanel perse poco più di una dozzina di secondi da Brochard, nuovamente secondo, ma non cedette il primato.

### 6ª tappa
- 9 maggio: Dunkerque > Dunkerque – 97,5 km

Risultati
| Pos. | Corridore          | Squadra      | Tempo    |
| ---- | ------------------ | ------------ | -------- |
| 1    | Max Van Heeswijk   | US Postal    | 2h11'42" |
| 2    | Jean-Patrick Nazon | AG2R Prév.   | s.t.     |
| 3    | Danilo Hondo       | Gerolsteiner | s.t.     |

| Pos. | Corridore        | Squadra    | Tempo     |
| ---- | ---------------- | ---------- | --------- |
| 1    | Sylvain Chavanel | Boulangère | 21h23'43" |
| 2    | Laurent Brochard | AG2R Prév. | a 31"     |
| 3    | Didier Rous      | Boulangère | a 37"     |

Descrizione e riassunto
Circuito finale con arrivo in volata a Dunkerque. Si impone Max Van Heeswijk mentre Nazon per la terza volta arrivò secondo. Chavanel controllò con la sua squadra e riuscì a bissare il successo finale del 2002.

## Evoluzione delle classifiche
| Tappa              | Vincitore          | Classifica generale Maglia gialla | Classifica a punti Maglia verde | Classifica scalatori Maglia a pois | Classifica giovani Maglia bianca |
| ------------------ | ------------------ | --------------------------------- | ------------------------------- | ---------------------------------- | -------------------------------- |
| 1ª                 | Jimmy Casper       | Jimmy Casper                      | Jimmy Casper                    | Janek Tombak                       | Aurélien Clerc                   |
| 2ª                 | Marc Streel        | Marc Streel                       | Jean-Patrick Nazon              | Janek Tombak                       | Aurélien Clerc                   |
| 3ª                 | Didier Rous        | Marc Streel                       | Jean-Patrick Nazon              | Janek Tombak                       | Sylvain Chavanel                 |
| 4ª                 | Stijn Devolder     | Sylvain Chavanel                  | Danilo Hondo                    | Janek Tombak                       | Sylvain Chavanel                 |
| 5ª                 | Danilo Hondo       | Sylvain Chavanel                  | Danilo Hondo                    | Janek Tombak                       | Sylvain Chavanel                 |
| 6ª                 | Max Van Heeswijk   | Sylvain Chavanel                  | Danilo Hondo                    | Janek Tombak                       | Sylvain Chavanel                 |
| Classifiche finali | Classifiche finali | Sylvain Chavanel                  | Danilo Hondo                    | Janek Tombak                       | Sylvain Chavanel                 |

## Classifiche finali

### Classifica generale - Maglia rosa
| Pos. | Corridore          | Squadra         | Tempo     |
| ---- | ------------------ | --------------- | --------- |
| 1    | Sylvain Chavanel   | Boulangère      | 21h23'43" |
| 2    | Laurent Brochard   | AG2R Prév.      | a 31"     |
| 3    | Didier Rous        | Boulangère      | a 37"     |
| 4    | Pierrick Fédrigo   | Credit Agricole | a 58"     |
| 5    | Danilo Hondo       | Gerolsteiner    | s.t.      |
| 6    | Max Van Heeswijk   | US Postal       | a 1'22"   |
| 7    | Bert Roesems       | Relax           | a 1'45"   |
| 8    | Sébastien Rosseler | Relax           | a 1'46"   |
| 9    | Nick Nuyens        | Quick Step      | a 1'56"   |
| 10   | Jurgen Van Goolen  | Quick Step      | a 1'57"   |

### Classifica a punti - Maglia verde
| Pos. | Corridore          | Squadra      | Punti |
| ---- | ------------------ | ------------ | ----- |
| 1    | Danilo Hondo       | Gerolsteiner | 78    |
| 2    | Max Van Heeswijk   | US Postal    | 72    |
| 3    | Jean-Patrick Nazon | AG2R Prév.   | 59    |
| 4    | Sylvain Chavanel   | Boulangère   | 31    |
| 5    | Didier Rous        | Boulangère   | 30    |

### Classifica scalatori
| Pos. | Corridore         | Squadra     | Punti |
| ---- | ----------------- | ----------- | ----- |
| 1    | Janek Tombak      | Cofidis     | 13    |
| 2    | Christophe Mengin | Fdjeux.com  | 12    |
| 3    | Stijn Devolder    | US Postal   | 8     |
| 4    | Didier Rous       | Boulangère  | 6     |
| 5    | Marc Streel       | Landbouwkr. | 6     |

### Classifica giovani
| Pos. | Corridore          | Squadra     | Tempo     |
| ---- | ------------------ | ----------- | --------- |
| 1    | Sylvain Chavanel   | Boulangère  | 21h23'43" |
| 2    | Sébastien Rosseler | Relax       | a 1'46"   |
| 3    | Nick Nuyens        | Quick Step  | a 1'56"   |
| 4    | Jurgen Van Goolen  | Quick Step  | a 1'57"   |
| 5    | Maxime Monfort     | Landbouwkr. | a 2'04"   |